# Luis Ruiz Suárez
Luis Ruiz Suárez SJ (Gijón, 1913 — Macau, 26 de julho de 2011) foi um sacerdote católico jesuíta espanhol famoso pela sua dedicação à acção social em Macau e na China continental, onde fundou e dirigiu muitos centros e instituições de apoio aos mais pobres e necessitados, entre as quais a actual Caritas Macau. Devido à sua dedicação e amor aos pobres, era conhecido por ser o "pai dos pobres" (ou "padre dos pobres") de Macau. Em cantonês, ele chama-se Luk Ngai.

## Biografia
Luis Ruiz Suárez nasceu em Gijón, Astúrias
, em 1913. A sua casa ficava perto de uma comunidade e igreja jesuíta, onde ele acolitava frequentemente aos domingos. Devido a estas influências, tornou-se noviço jesuíta aos 17 anos, em Salamanca. Porém, no ano seguinte, em 1931, o governo republicano espanhol expulsou todas as ordens religiosas católicas, incluindo os jesuítas. Luis Suárez foi forçado a abandonar o seu país e acabou os seus estudos na Bélgica. Em 1937, foi transferido para Cuba, onde foi professor no Colegio Belén (em Havana). Nesta mesma escola, estudou o famoso Fidel Castro.

### Na China
Em 1941, a Companhia de Jesus enviou-o para a China, onde estudou mandarim em Pequim e depois Filosofia em Xangai. Em 1945, foi ordenado sacerdote na província de Hebei. Passou a trabalhar na missão de Anqing, onde dava aulas de inglês, até 1949, quando os comunistas ocuparam a missão e levaram-no prisioneiro para Xangai, onde acabou por apanhar  febre tifóide. Pouco depois, foi expulso da recém-estabelecida República Popular da China e foi para Hong Kong. Em 1951, foi mandado pelos seus superiores para Macau, que era na altura uma colónia portuguesa.
Em Macau, ele encontrou uma cidade sobrelotada de refugiados que viviam na miséria e em fome. Esqueceu-se rapidamente a sua doença e começou logo a ajudar os refugiados com donativos vindos da Caritas norte-americana. Nesse mesmo ano, em 1951, ele fundou o "Centro Social Mateus Ricci" na Casa Ricci, que era na altura a residência dos jesuítas em Macau. Em 1971, esta importante instituição de solidariedade social tornou-se formalmente uma organização subordinada à Diocese de Macau e um membro da Caritas Internationalis, mudando o seu nome para "Caritas Macau".
Até 1969, o "Centro Social Mateus Ricci" deu alojamento, vestuário, arroz, massa, queijo e outros alimentos a mais de 30 mil pessoas. Porém, neste mesmo ano, a China declarou Macau como território chinês e proibiu Macau e os jesuítas de acolher mais refugiados vindos da China continental. Face a esta nova situação, o padre Luis Suárez escolheu novos grupos de pessoas para ajudar: os idosos mais necessitados, criando três lares (um para mulheres e dois para homens); os deficientes mentais, fundando um centro para eles; e os leprosos, indo muitas vezes visitá-los na leprosaria de Ka-Hó (em Coloane) de mota.
Em 1986, o padre Luis Ruiz Suárez começou a trabalhar na província chinesa de Guangdong (Cantão), dando assistência a leprosos que foram forçados pelas autoridades governamentais a viverem em condições miseráveis na ilha isolada de Tai Kam (em mandarim: Dajing). Esta assistência começou quando, numa noite, ele e o seu amigo padre Lino Wong foram secretamente visitar a ilha numa lancha de pesca, fora do conhecimento das autoridades comunistas, que não confiavam na Igreja Católica. Lá, ele ficou chocado com o cenário aterrador de ver centenas de leprosos em sofrimento abandonados num lugar sujo e desumano. A partir de então e auxiliado pelas Irmãs da Caridade de Santa Ana, ajudar os leprosos chineses passou a ser a sua missão. Ele melhorou drasticamente as condições de vida dos doentes, instalando por exemplo painéis solares para produção de electricidade, perfurando poços para obter água potável, construindo novas habitações, fornecendo uma alimentação melhor e revitalizando as populações de leprosos, dando-lhes amor e um novo sentido de comunidade. Em 1992, estendeu o seu trabalho caritativo às províncias de Yunnan e Sichuan. Sempre discreto e simples, na altura da sua morte, ele fundou e dirigiu mais de 145 leprosarias, as quais ajudam mais de 10 mil doentes. Para além dos leprosos, ele ajudou também mais de 2000 filhos dos leprosos, assegurando-lhes formação e educação. Alguns deles tornaram-se em pessoas e empresários de sucesso, enviando-lhe donativos como agradecimento. Em 2004, fundou um centro para tratamento de doentes com SIDA na província de Hunan. Todos os seus projectos são em grande parte mantidos por donativos oriundos principalmente da Alemanha, Inglaterra, Espanha e Estados Unidos da América.
Apesar da sua avançada idade, ele continuou a visitar regularmente as suas leprosarias, centros sociais e outros projectos espalhados em Macau e na China continental. Até aos seus 88 anos de idade, ele percorria muitas vezes Macau de mota. As suas visitas, muitas vezes cansativas e demoradas, revelavam a sua grande preocupação: dar amor e afecto aos doentes, que é, na opinião deste sacerdote, mais importante do que dar-lhes boas condições de habitação, higiene, alimentação e saúde. Ele nunca tencionou reformar-se, defendendo que o seu descanso é trabalhar. Chegou a afirmar várias vezes que "quando se vê pobreza não se pode ficar de braços cruzados" e que "não há maior alegria do que fazer as pessoas felizes". Levantava-se sempre às 6h30 da manhã. Era um admirador do tenista Rafael Nadal, da Fórmula 1 e dos jogos de futebol, principalmente da Liga Espanhola.

## Morte
O padre Luis Ruiz Suárez morreu em Macau no dia 26 de Julho de 2011. A sua morte provocou uma onde de reacções, a começar por parte do então Chefe do Executivo de Macau, Fernando Chui Sai-on, cuja mensagem de condolências é a seguinte:
Foi com profunda consternação que tomei conhecimento que o Pe. Luis Ruiz Suárez, fundador da Cáritas de Macau, nos deixou. É com sincero respeito que expresso o meu pesar e, em nome do Governo da Região Administrativa Especial de Macau, rendo a mais sentida homenagem a este grande filantropo e distinto cidadão. O Pe. Luis Ruiz Suárez chegou a Macau há 60 anos, foi fundador de várias instituições de caridade, nomeadamente a Cáritas de Macau, tendo dedicado toda a sua vida à causa social, transmitindo a mensagem de amor e de esperança aos mais necessitados e vulneráveis, trabalhando sempre em prol do próximo, o que o tornou grande merecedor do reconhecimento e respeito de toda a sociedade de Macau. Apesar do Pe. Luis Ruiz Suárez nos ter deixado hoje, deve continuar a ser para nós um exemplo dos grandes valores da solidariedade e da dedicação incondicional ao outro, e o seu testemunho é um legado a transmitir às gerações futuras. Deixa-nos uma imensa saudade!— Fernando Chui Sai-on, no dia 26 de Julho de 2011
O padre Luís Sequeira, ex-superior dos jesuítas de Macau, afirmou que Luis Suárez foi uma figura calma, sorridente, amiga e carismática que deixou seguidores e que trabalhou incansavelmente "pelos mais necessitados “com uma grande alegria e uma grande abertura aos outros, como nem sempre se vê”". Ele realçou também a sua "dimensão de um sentido profundo de Deus e [a sua] alegria de viver". Paul Pun Chi Meng, o então secretário-geral da Caritas Macau, afirmou que Luis Suárez é "um exemplo e inspiração “para continuar a trabalhar e a ajudar os mais necessitados no futuro”" e "um homem pragmático [que] não evangelizava por palavras, mas vejo Jesus de cada vez que o vejo."